# Вознесенка (Буздяцький район)
Вознесе́нка (рос. Вознесенка, башк. Вознесенка) — присілок у складі Буздяцького району Башкортостану, Росія. Входить до складу Гафурійської сільської ради.
Населення — 181 особа (2010; 140 у 2002).
Національний склад:
- росіяни — 46 %
- башкири — 28 %